# Campeonato Juvenil Africano de 2007
El Campeonato Juvenil Africano de 2007 se jugó del 20 de enero al 3 de febrero en la República del Congo y contó con la participación de 8 selecciones juveniles de África provenientes de una fase eliminatoria.
El anfitrión Congo venció en la final a Nigeria para coronarse campeón del torneo por primera ocasión.

## Eliminatoria

### Ronda preliminar
| Equipo 1          | Agr.   | Equipo 2    | Ida | Vuelta |
| ----------------- | ------ | ----------- | --- | ------ |
| Senegal           | w.o.   | Cabo Verde  | -   | -      |
| Mozambique        | w.o    | Suazilandia | -   | -      |
| Zimbabue          | w.o.   | Uganda      | 2–1 | 0–0    |
| Madagascar        | (a)3–3 | Mauricio    | 1–1 | 2–2    |
| Malaui            | 3–0    | Botsuana    | 2–0 | 1–0    |
| Ruanda            | 2–1    | Etiopía     | 2–1 | 0–0    |
| Sudán             | 1–6    | Túnez       | 1–3 | 0–3    |
| Níger             | (a)3–3 | Togo        | 2–0 | 1–3    |
| Guinea Ecuatorial | 2–1    | Gabón       | 0–0 | 2–1    |
| Sierra Leona      | 1–5    | Gambia      | 1–1 | 0–4    |
| Mauritania        | 1–4    | Guinea      | 0–0 | 1–4    |
| RD Congo          | 4–1    | Namibia     | 3–0 | 1–1    |
| Libia             | 1–3    | Argelia     | 0–2 | 1–1    |
| Kenia             | 1–01   | Yibuti      | 1–0 | -      |

1- La serie se jugó a partido único en Kenia.

### Primera ronda
| Equipo 1     | Agr.   | Equipo 2          | Ida | Vuelta |
| ------------ | ------ | ----------------- | --- | ------ |
| Túnez        | w.o.   | Benín             | -   | -      |
| Burkina Faso | w.o.   | RD Congo          | -   | -      |
| Zambia       | 5–2    | Madagascar        | 4–1 | 1–1    |
| Sudáfrica    | 4–3    | Zimbabue          | 1–0 | 3–3    |
| Angola       | 2–3    | Costa de Marfil   | 0–0 | 2–3    |
| Burundi      | 2–1    | Mozambique        | 1–0 | 1–1    |
| Ghana        | 4–1    | Senegal           | 2–0 | 2–1    |
| Marruecos    | 2–4    | Gambia            | 2–2 | 0–2    |
| Nigeria      | 3–2    | Guinea Ecuatorial | 3–0 | 0–2    |
| Lesoto       | 2–3    | Malaui            | 2–1 | 0–2    |
| Egipto       | 4–2    | Argelia           | 4–0 | 0–2    |
| Camerún      | (a)2–2 | Níger             | 1–0 | 1–2    |
| Ruanda       | 2–0    | Kenia             | 1–0 | 1–0    |
| Malí         | 2–0    | Guinea            | 1–0 | 1–0    |

### Segunda ronda
| Equipo 1     | Agr.         | Equipo 2        | Ida | Vuelta |
| ------------ | ------------ | --------------- | --- | ------ |
| Nigeria      | 6–0          | Ruanda          | 5–0 | 1–0    |
| Sudáfrica    | 2–3          | Zambia          | 2–1 | 0–2    |
| Túnez        | 1–3          | Costa de Marfil | 1–1 | 0–2    |
| Malí         | 2–3          | Gambia          | 1–1 | 1–2    |
| Burkina Faso | 1–1 (p: 4–3) | Ghana           | 1–0 | 0–1    |
| Camerún      | 4–0          | Malaui          | 2–0 | 2–0    |
| Burundi      | 0–3          | Egipto          | 0–1 | 0–2    |

## Clasificados
| - Burkina Faso - Camerún - Congo (anfitrión) - Costa de Marfil | - Egipto - Gambia - Nigeria - Zambia |

## Fase de grupos

### Grupo A
| País            | PTS | J | G | E | P | GF | GC |
| --------------- | --- | - | - | - | - | -- | -- |
| Gambia          | 9   | 3 | 3 | 0 | 0 | 4  | 0  |
| Congo           | 6   | 3 | 2 | 0 | 1 | 3  | 1  |
| Burkina Faso    | 3   | 3 | 1 | 0 | 2 | 2  | 3  |
| Costa de Marfil | 0   | 3 | 0 | 0 | 3 | 0  | 5  |

20 de enero de 2007 
| Congo | 2 - 0 | Costa de Marfil |

| Burkina Faso | 0 - 2 | Gambia |

23 de enero de 2007 
| Costa de Marfil | 0 - 2 | Burkina Faso |

| Gambia | 1 - 0 | Congo |

26 de enero de 2007 
| Costa de Marfil | 0 - 1 | Gambia |

| Congo | 1 - 0 | Burkina Faso |

### Grupo B
| País    | PTS | J | G | E | P | GF | GC |
| ------- | --- | - | - | - | - | -- | -- |
| Zambia  | 6   | 3 | 2 | 0 | 1 | 8  | 6  |
| Nigeria | 4   | 3 | 1 | 1 | 1 | 5  | 5  |
| Egipto  | 4   | 3 | 1 | 1 | 1 | 2  | 4  |
| Camerún | 3   | 3 | 1 | 0 | 2 | 4  | 4  |

21 de enero de 2007 
| Nigeria | 4 - 2 | Zambia |

| Camerún | 0 - 1 | Egipto |

24 de enero de 2007 
| Zambia | 3 - 2 | Camerún |

| Egipto | 1 - 1 | Nigeria |

27 de enero de 2007 
| Zambia | 3 - 0 | Egipto |

| Nigeria | 0 - 2 | Camerún |

## Fase final
|  | Semifinales | Semifinales |   |             | Final        | Final        |  |
|  | 30 de enero | 30 de enero |   |             | 3 de febrero | 3 de febrero |  |
|  |             |             |   |             |              |              |  |
|  | Brazzaville |             |   |             |              |              |  |
|  | Gambia      | 0           |   |             |              |              |  |
|  | Nigeria     | 1           |   |             |              |              |  |
|  |             |             |   |             |              |              |  |
|  |             |             |   |             | Brazzaville  |              |  |
|  |             |             |   |             | Nigeria      | 0            |  |
|  |             | Congo       | 1 |             |              |              |  |
|  |             |             |   |             |              |              |  |
|  |             |             |   |             |              |              |  |
|  |             |             |   |             | Tercer lugar |              |  |
|  | Brazzaville | Brazzaville |   | Brazzaville | Brazzaville  |              |  |
|  | Zambia      | 0           |   | Gambia      | 3            |              |  |
|  | Congo       | 1           |   |             | Zambia       | 1            |  |

## Campeón
| Campeonato Juvenil Africano 2007 |
| -------------------------------- |
| Bandera de República del Congo   |
| Congo 1º Título                  |

## Clasificados al Mundial Sub-20
| - Congo - Gambia | - Nigeria - Zambia |